# 부착
부착(bond)은 철근 콘크리트에서 콘크리트 속에 묻혀있는 철근이 당겨졌을 때 축방향으로 빠져버리지 않도록 철근과 콘크리트 경계면에서 저항하는 것을 말한다. 콘크리트 속에 묻힌 철근이 인장력을 받음에 따라, 콘크리트가 철근이 활동하려는 것을 막으면서 응력이 발생하며, 이를 부착응력(bond stress)이라고 한다. 부착응력이 한계를 넘으면 콘크리트가 파쇄될 수 있으므로, 적정 수준 이하로 해야 한다. 콘크리트가 파쇄되면 철근이 뽑혀 나오면서 구조가 무근 콘크리트 구조물처럼 거동하여, 갑작스럽게 파괴되는 취성 파괴를 일으킬 수 있다.
부착파괴의 유형은 철근이 뽑혀 나오는 인발파괴와, 콘크리트 피복이 가장 얇은 부분으로 균열이 발생하는 쪼갬 파괴가 있다.

## 부착응력
부착응력은 철근의 인장력 변화에 따라, 철근과 콘크리트의 접촉면을 따라 접선 방향으로 발생한다. 휨부착응력(flexural bond stress)은 휨모멘트가 작용하는 보에서 발생하는 부착응력이다. 철근의 인장응력 변화가 가장 큰 지점에서 최대의 휨부착응력이 나타나며, 연속보에서는 반곡점, 단순보에서는 지점 부근이 그 예다. 강도 설계법(SDM)에서는 사용되지 않는 개념이다.
휨부재의 정착부착응력(anchorage bond stress, u)는 다음 식으로 나타난다. 이는 철근의 인장력 변화에 따른 압축부와 인장부의 모멘트 계산을 통해 유도된 것이다.
{\displaystyle u={\frac {d_{b}f_{s}}{4L}}}
db: 철근의 직경
fs: 인장응력
L: 철근 길이
콘크리트에 균열이 발생하면 균열이 있는 곳에서는 오직 철근만이 인장력에 저항한다. 그러나 균열과 균열 사이의 아직 콘크리트로 뒤덮인 곳에서는 콘크리트 역시 부분적으로나마 인장력에 저항하므로, 철근이 받는 인장력이 감소한다.
위 식의 부착응력에 관계된 요소들(철근의 직경, 인장응력, 철근 길이) 외에 부착응력에 영향을 주는 요소들은 다음과 같은 것들이 있다.
- 경사인장균열 발생 시 인장철근 응력 커짐
- 전단에 의한 인장철근의 장부력(dowel force)은 쪼갬 응력을 증가시킴. 전단철근을 조밀하게 배치하면 부착강도를 늘릴 수 있다.
- 인장부 철근이 절단되는 지점은 부착응력을 증가시킴. 휨균열도 조기 발생하여 국부 부착응력 집중이 심해진다.
- 거푸집 내에 타설된 콘크리트에서 물과 공기가 위쪽으로 상승하다가 철근에 가로막혀 수막 등을 형성하는데, 이에 의해 부착력이 감소됨
- 콘크리트 압축강도({\displaystyle {\sqrt {f_{ck}}}})가 커지면 부착강도도 커짐

## 부착강도
철근의 종류에 따라 부착강도가 다르다.
- 이형철근이 원형철근에 비해 부착강도 큼[7]
- 녹이 약간 생긴 철근이 표면이 거칠기 때문에 부착강도가 조금 증가함
- 수직철근이 수평철근보다 부착강도가 큼

콘크리트 피복두께와 다짐 정도에도 영향을 받는다. 그러나 철근의 강도와 부착강도는 관련이 없다.

## 같이 보기
- 정착
- 절단

## 참고 문헌
- 윤영수 (2013). 《철근콘크리트 역학 및 설계》 3판. 씨아이알. ISBN 978-89-97776-52-8.
- 이학민 (2016년 8월 20일). 《토목설계》 4판. 탑스팟. ISBN 9791186814499.